# 薩繆爾·帕蒂謀殺案
萨米埃尔·帕蒂謀殺案，是指2020年10月16日下午5点，一名法国中学老师萨米埃尔·帕蒂（Samuel Paty）在法国巴黎郊区的孔夫朗-圣奥诺里娜遭到伊斯蘭恐怖份子斬首的命案。事件的導火索與教師在一門叫「言論自由」的課裡展示查理周刊所載的穆罕默德畫像有關，儘管教師已告訴學生在上課前可自行離開教室。兇手在案發不久后遭警方擊斃。

## 背景
2020年10月12日，法国47歲的中学歷史老师萨米埃尔·帕蒂（1973年9月18日出生，2020年10月16日被殺）在一場有關講述言论自由的课堂上向他的学生们展示了一幅帶有伊斯兰先知穆罕默德畫像的查理周刊漫画。不過，帕蒂事先建议讓穆斯林学生可以闭上眼睛或暫時离开教室。不過對於穆斯林来说，由於伊斯蘭教嚴禁偶像崇拜，任何对其先知穆罕默德的描繪都屬於嚴重的冒犯行為。一名穆斯林学生家長聽說自己的女儿因反对该门课程而被停学后，该名家长在YouTube和Facebook指控帕蒂在課堂上展示了穆罕默德的裸体照片。該名家長透露了帕蒂的名字和帕蒂所在的学校，並稱帕蒂為暴徒，还三次通过社交网络呼吁驱逐老师和要求学校开除帕蒂 ，還鼓励其他家長与他一起对帕蒂采取行动，还对帕蒂的课程提起訴訟 。一些反对仇视伊斯兰的组织也抓住这件事大肆宣扬，呼吁所有家长站出来，勒令学校开除老师。
之後学校负责人與帕蒂一起前往当地的警察局接受調查。帕蒂对调查人员表示，他不理解這名家長的起訴原因，因为提出控告的這名家長的女儿实际上並不在帕蒂展示穆罕默德漫畫的那天上课。后来证实该名女学生是因为其他操行与迟到的问题而被停学两天。

## 行凶过程
2020年10月16日，在距離帕蒂展示穆罕默德漫畫一周半之后，凶手在帕蒂所在的学校大门外等候，并向一些学生詢問帕蒂的行蹤。凶手向其中两名14和15岁的学生支付了约300欧元，以确认帕蒂的身份，表示「想羞辱老师，并讓他为先知穆罕默德的漫画道歉」。三人一起在学校大门外等候2个小时，以等待教师帕蒂出现。
然后兇手趁帕蒂离开学校时尾隨帕蒂。兇手在下午5点左右在孔夫朗-圣奥诺里娜的帕蒂所就職的學校附近的一条街道上用30厘米的刀具杀死了帕蒂，并将他斩首。除了將帕蒂斩首外，兇手还傷害了帕蒂的头部、腹部和上肢。目击者听到兇手在行兇時大喊“真主至大”。
事發後，兇手在推特上發佈了帕蒂頭顱的照片，並在推特上拍照炫耀：「以阿拉之名，致異教徒的首領馬克宏，我處決了你們其中一條膽敢冒犯穆罕默德的地獄獵犬。（Au nom d'Allah, le tout miséricordieux, le très miséricordieux. De Abdullah, le serviteur d'Allah, à Macron, le dirigeant des infidèles, j'ai exécuté un de tes chiens de l'enfer qui a osé rabaisser Muhammad, calme ses semblables avant qu'on ne vous inflige un dur châtiment.）」杀手對帕蒂展示穆罕默德的畫像非常不滿，並认为帕蒂此舉褻瀆了穆罕默德。嫌犯是一名18岁的俄罗斯车臣穆斯林难民。警察得知兇殺案發生後對兇手展開追捕，结果在案发后没有多少分钟，在距离案发地仅600米处发现凶手，凶手以气枪和刀具拒捕，遭警方连开九枪击毙，并查获身上所带手机，内有简讯以及遇害教师尸首的图片。

## 拘捕行动
法国国家反恐怖主义检察官办公室在谋杀当天就与恐怖主义行为和成立犯罪恐怖组织有关的事件展开了调查。截至10月20日，法国警察暂时逮捕了16人，其中多数是凶手的亲友，法国当局寻求对其中有直接关联的7个人提出讼诉。
除了兇手的四个家庭成员外，还包括据称抱怨在课堂上讨论穆罕默德漫画的13岁女小学生的父亲、一名激进伊斯兰运动的伊玛目，还有四名学生被怀疑从凶手那里取钱，以换取老师的身份信息 。
法国当局也针对在网络上非法散播的27名网民进行拘捕。

### 调查
调查兇杀案初期期间，法国反恐检察官让·弗朗索瓦·里卡德（Jean-FrançoisRicard）在一次新闻发布会上表示，帕蒂后来被网上激进分子「盯上」，是因为来自班上一位学生的父亲布拉希姆·C（Brahim C），该名父亲说他的女儿反对这一课被停学。 但是后来发现，这名13岁女小学生在帕蒂课堂上展示穆罕默德的漫画那天请了两天病假没来上课。法国反恐怖主义检察官表示，这名少女是因为其他操行与迟到的问题而被停学两天，与历史教室的师生冲突无关。
2021年3月8日，根据《卫报》引述《巴黎人报》的报导，法国检警后来告知该名女小学生有多位同学都证实她在课程當天沒来学校时，她才终于坦承说谎。根据《巴黎人报》的报导，该名女小学生为了取悦她的父亲和掩饰其自身的操行问题，她从一位朋友听说帕蒂的教学情况后，她告诉父亲是因为反对帕蒂的教学而被停学，而布拉希姆·C因此在社交媒体上散布此事和召集老师与家长，声称教师帕蒂犯有「散布色情图片」的罪行，并在学校引发对伊斯兰恐惧症的指控。这一问题便在社交网络上滚滚而来，最后传达至18岁的兇手安佐洛夫。
法国情报界知名的激进主义者阿卜杜勒·哈基姆·塞夫里奥伊也参加了与布拉希姆·C在学校举行的一次会议，并鼓励社交媒体大肆宣传。检察官里卡德称，塞夫里奥伊在社交媒体上被称为「宗教权威」，他建立的亲巴勒斯坦组织随后因涉嫌与事件有联系而被法国当局解散。

### 审判与起诉
10月23日，一名居住在图卢兹社区的24岁男子因在社交网站播放了塞缪尔·帕蒂斩首的图像，被判处12个月监禁。11月26日，4名青少年学生被控为凶手指认教师帕蒂，依共谋罪名遭到起诉。其中一名是在帕蒂课堂上展示穆罕默德的漫画那天请了两天病假没来上课女孩，但她讲述了自己关于这堂课的事件版本，她因「诽谤性谴责」教师帕蒂遭到起诉。

## 法国对恐袭案的反应

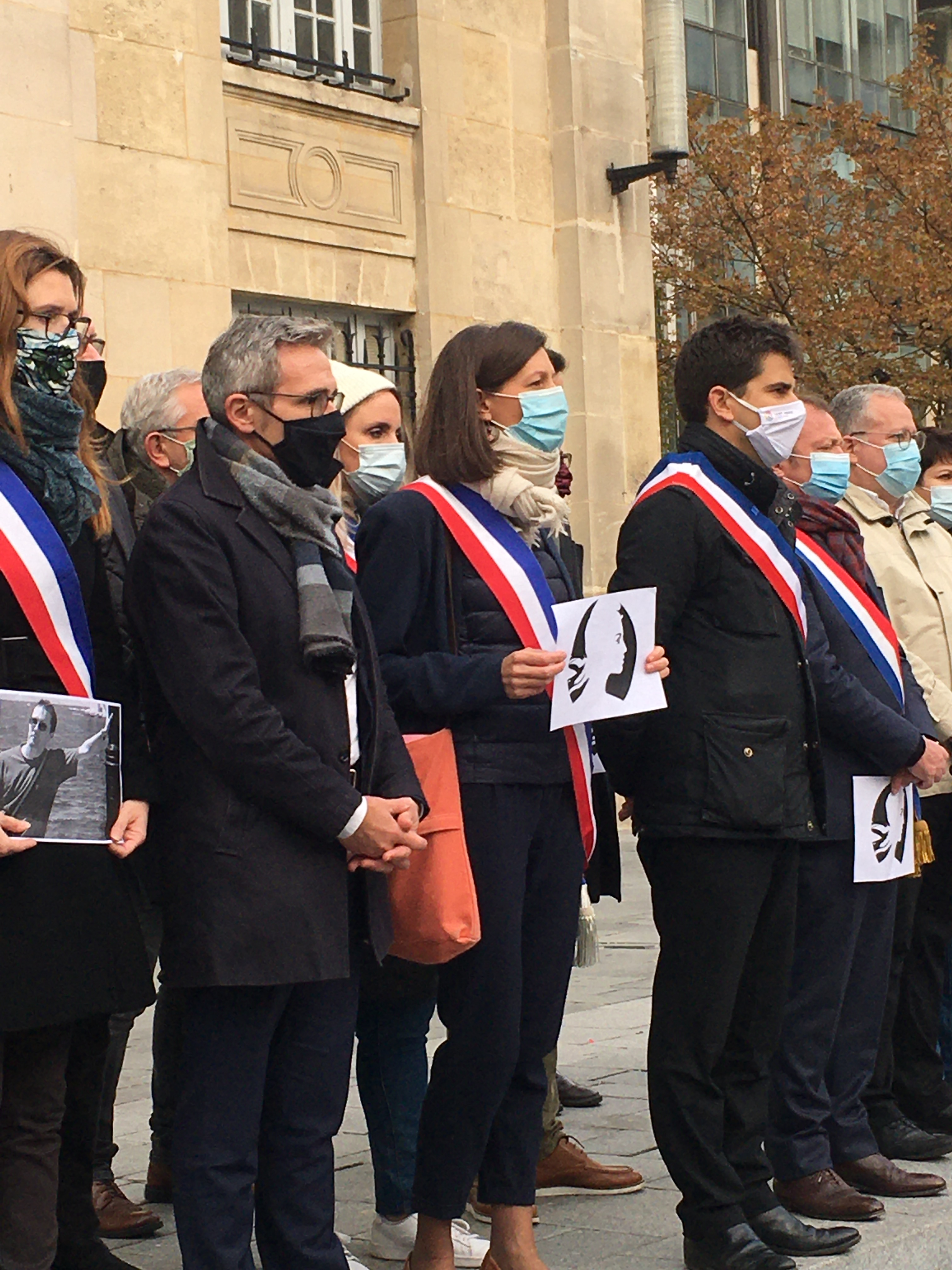
2020年10月17日，法国民众在圣但尼向受害者萨米埃尔·帕蒂致敬

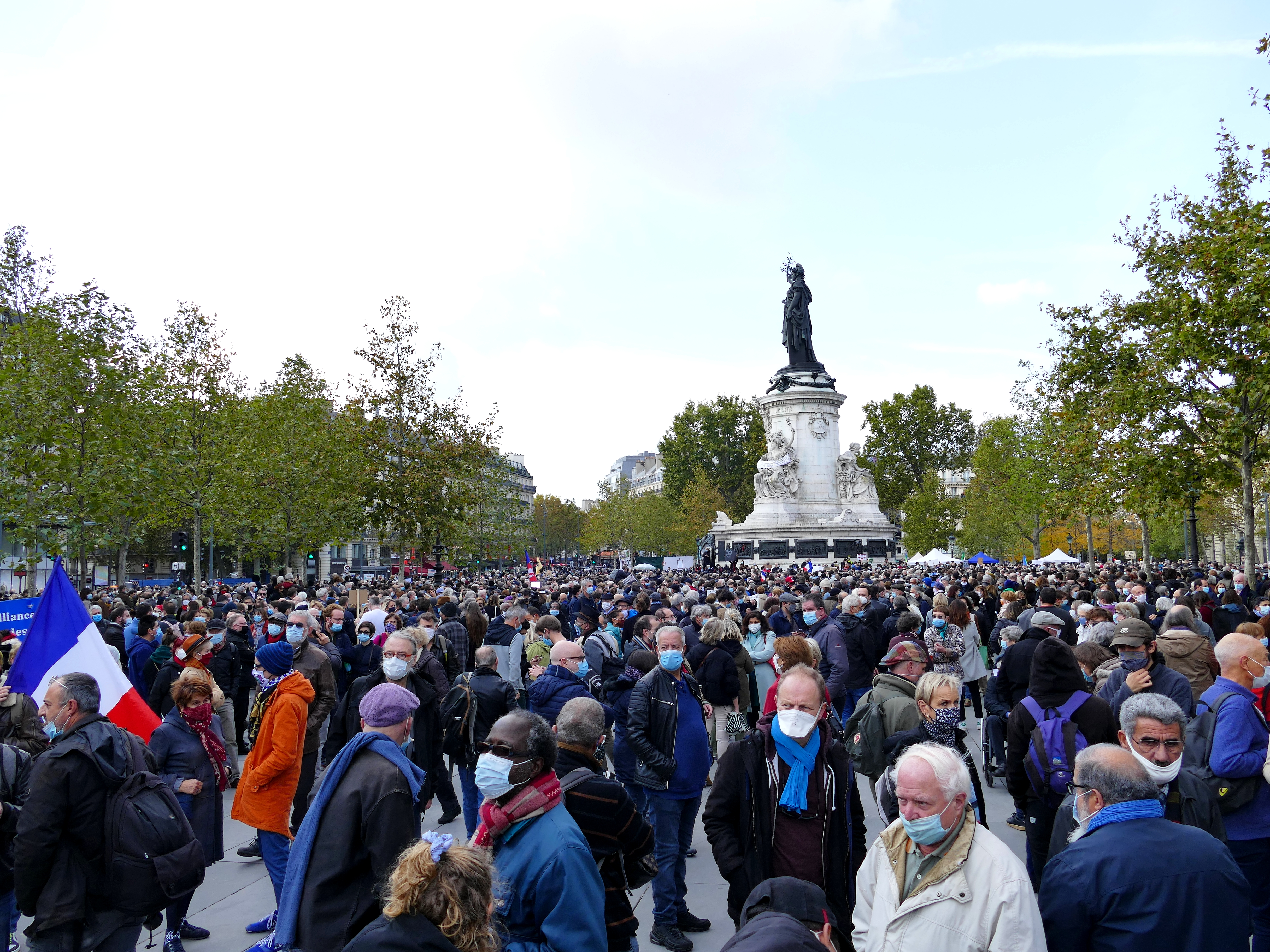
2020年10月18日，法国民众在巴黎共和国广场举行示威集会

10月16日的法国国民议会会议上，议员们对受害教师表示「敬礼」，并谴责这宗「令人发指的袭击」。法国教师工会SNES-FSU呼吁全国教育人员在第二天默哀一分钟，并在全国各地举行集会，向被谋杀的教师致敬。
法国总统埃马纽埃尔·马克龙同日傍晚前往袭击现场，在该教师任教的孔夫朗-聖奧諾里娜学院前面接受媒体采访时宣布：「一位公民今天因为他的教学而遭到杀害，因为他教导学生言论自由、信仰与不信的自由。我们的同胞是伊斯兰恐怖分子攻击的受害者。今晚我要向法国所有教师表示，我们和他们站在一起。整个国家今天、明天，都会站在他们的身边保护他们、捍卫他们，让他们能执行他们的工作。若恐怖分子要攻击的是老师，那他想攻击的就是法兰西共和国、启蒙之国，以及让孩子成为自由公民的可能性。」他补充说：「我们所有人都将团结起来。蒙昧主义不会获得胜利。他们不会分裂我们。这是他们正在寻找的，我们都必须站在一起。”马克龙赞扬校长「最近几周，她以极大的勇气承受了所有压力，以极大的奉献精神行使了自己的职业」。
法国穆斯林和社区领袖表示为这一罪行「感到恐惧」，并大力谴责谋杀教师的行为，呼吁伊斯兰教不要与这种可恶的行为联系在一起。
俄罗斯驻法國大使馆发言人巴里诺夫（Sergueï Parinov）17日表示，这起凶杀案和俄罗斯政府毫无关系。作案者是在未成年时离开俄罗斯的。并且强调俄罗斯谴责任何形式的恐怖活动。俄罗斯总统普京在与法国总统马克龙举行的电话会议中，敦促在打击恐怖主义方面进行合作。普京将这次袭击描述为「野蛮谋杀」。
10月18日，针对这起袭击案，法国各个大城市举行示威集会活动，民众手举写有「我是老师」的标语牌，悼念被恐怖残杀的受害者教师萨米埃尔·帕蒂。数以万计的法国民众和各政党负责人也参与在巴黎共和国广场示威活动。现场示威者升起法国国旗和高举查理周刊所刊发的伊斯兰先知的漫画图，并歌唱马赛进行曲声讨独裁思想和恐怖主义。

## 法国政府的应对
10月18日，爱丽舍宫宣布，从10月19日起，在Pharos平台上遭到举报的支持恐怖主义的80条消息的作者将受到警察或宪兵的传票或搜查。同时向公众承诺在11月2日开学之前，加强学校安全和环境，并在15天内采取措施。法国司法机构同日启动了一项司法程序，旨在针对那些曾要求处罚遇难教师萨米埃尔·帕蒂的人。
从10月19日起，法国当局对极端伊斯兰运动的个人和团体采取骚扰战术，每天平均检查20次，同时政府宣布关闭一个清真寺，扬言要让他们不得安宁，直到把整个系统破坏掉。
法国总统马克龙召集总理和5名部长开会商讨对策后，法国内政部长克里斯托夫·卡斯塔內和司法部长妮可·贝卢贝提出丰富《分裂主义法案》和扩大《反激进伊斯兰教法案》的建议。法案文本规定，任何人和团体，都不得将个人与宗教置于法兰西共和国原则之上。总统马克龙还请司法部长、内政部长和教育部长考虑采取可能“丰富或改进”或“完成”该法案的措施，以在大约两个月后于12月9日提交国会。爱丽舍宫还承诺将对不准确的言论或激进的宣传实行“反宣传话语”，例如以10月2日，马克龙在莱米罗发表关于打击分离主义的言论为例，他在一些国家被误导为“反穆斯林运动”。
法国内政部长克里斯托夫·卡斯塔內表示，政府正在调查51个接近伊斯兰极端政治的协会，其中包括最出名的法国反对仇视伊斯兰协会（CCIF）和巴拉卡协会将被下令解散。同时，卡斯塔内在一场与地方官员举行会谈时，表明准备驱逐231名外国公民，这些人被纳入预防恐怖性极端化的名单内。而其中180人目前位于监狱内，将逮捕剩下51人。

### 审查与情报措施
10月23日，法国总理让·卡斯泰在一场国防委员会的简短新闻发布会上宣布，在负责收集互联网非法报告的Pharos平台上举报的1279份报告中进行了56次搜查后，有27人被捕。同时法国政府也承诺加强对社交网络的监控。法国公民事务部长玛琳·希帕在接受L'Obs采访时宣布，政府将加强Pharos平台的工作人员，并建立一个专业的网络部门，以对抗伊斯兰的网络宣传，并让巴黎检察官办公室能提高起诉效率。针对法国高层希望进行「反宣传话语」的决定，她举了一个例子，称「当局想要解散法国反对仇视伊斯兰协会时，引起了批评政府「伊斯兰恐惧症」的评论。「如果要在法官的授权下进行搜查，我们就得花了几天时间通过内政部发言人作出回应。 但下一次，必须准备好反对的言论，以捍卫我们的价值观」。
一个新纳粹的网站在散布塞缪尔·帕蒂斩首的照片和发表仇恨性消息后，法国恐怖主义行为受害者协会以「煽动恐怖主义或可能严重损害人类尊严的出版物」为由，向法国国家反恐怖主义检察官办公室提出申诉。法国当局于10月19日宣布对该网站展开调查。
被法国内政部长卡斯塔內点名「与激进的伊斯兰运动维持关系」和「为恐怖主义行为辩护」的穆斯林组织巴拉卡协会，在2020年10月28日爱丽舍宫举成的一场部长会议后宣布解散。该协会主席伊德里斯·西哈米迪（Idriss Sihamedi）还涉嫌网络缠扰一名前《查理周刊》记者，被传召必须在1月进行审判。法国总统马克龙称解散该组织是反恐战争中重要的一步。伊德里斯·西哈米迪之后向土耳其总统埃尔多安寻求「政治庇护」。

## 紀念
2020年10月21日，在巴黎索邦大学庭院为帕蒂举行了国家哀悼仪式，原因是该所大学是教导和启蒙精神的象征。国葬仪式的组织是总统马克龙在前一天的爱丽舍宫收到帕蒂家人的协商后达成。当日，爱丽舍大街上的法国旗帜只升到半桅杆，在法国所有的公共建筑上也是如此，
巴黎时间夜晚7点半，在法国总统、总理和政府成员以及国会院长和前总统弗朗索瓦·奥朗德在场的情况下举行。由于新冠肺炎疫情大流行，会场仅限于400人参与。其中，约一百名来自法国不同机构的学生，以及法国的穆斯林团体。
国葬典礼以帕蒂老师生前喜爱的歌曲，愛爾蘭摇滚乐队U2的名曲《One》开始，帕蒂的棺材由法國共和國衛隊护送，进入索邦大学的主庭院。帕蒂老师被追授法国荣誉军团勋章和学术界棕榈叶勋章，帕蒂老师的儿子成为国家监护子女（类似于中国的烈士子女）。法国总统马克龙在之后的讲话中称：“在上周五（帕蒂被谋杀的当日），帕蒂成为了共和国的形象”，并表达了法国人民捍卫自由，平等，博爱的决心和反对恐怖主义的信心，同時馬克龍表示法国不会禁止出版代表言论自由的讽刺漫画作品。

## 反应

### 法国总统马克龙捍卫言论自由引发的外交争议
2020年10月21日，法国政府为受害教师帕蒂举行国家哀悼仪式和国葬仪式，受害教师的学生、朋友和家属皆出席并向教师帕蒂致敬。法国总统马克龙在巴黎索邦大学举行的隆重的仪式上说法国不会禁止「先知」穆罕默德漫画。并称帕蒂因为代表法兰西共和国的世俗民主价值观而被「伊斯兰分离主义」杀害。并宣布制定更严格的法律以解决法国「伊斯兰分离主义」的计划，在国内推行共和爱国主义和捍卫世俗主义，以对抗极端穆斯林意识形态。
穆斯林世界的国家谴责马克龙为《查理周刊》漫画辩护的行为並呼吁抵制法国商品，如巴基斯坦、孟加拉国、科威特、卡塔爾、埃及、阿爾及利亚、約旦、沙特阿拉伯、馬來西亞、伊朗、印尼等相繼宣布已傳召法國代辦表達不滿或发起游行，主要谴责法国总统马克龙「以言论自由为借口继续出版先知穆罕默德的漫画」和「试图将伊斯兰与恐怖主义联系起来」。
西欧的穆斯林社区的一些人指责马克龙试图压制他们的宗教信仰，并称他的竞选活动可能使伊斯兰恐惧症合法化。
虽然印度政府已经表态支持法国的反恐行动，但在印度中央邦首府博帕尔，数以千计穆斯林发起大型示威，抗议马克龙侮辱伊斯兰教的言论。印度立法委員 Arif Masood 批评马克龙支持以言论自由为借口支持并继续出版先知穆罕默德的漫画，表示这是有计谋地伤害穆斯林人民的行为(He accused Macron of supporting offensive cartoons of Prophet Muhammad and intentionally hurting the sentiments of Muslims.)。隨後，Arif Masood 等遊行組織者因違反相關禁令而被起訴。
相較於穆斯林世界的激烈反應，丹麦外交部长库服特（Jeppe Kofod）則力挺法國，他表示「言论自由是民主政体的基本价值。丹麦与法国站在一起。」此外阿联酋外交部长亦表示支持马克龙捍卫言论自由的立场。
10月31日，馬克龍在接受半岛电视台采访时表示，他在薩繆爾·帕蒂國葬時的講話被曲解，自己並非支持《查理周刊》漫画內容，而是支持法國人自由創作的權利。马克龙表示，部分伊斯蘭國家抵制法國貨品的行動很「荒謬」與「無法接受」，但他了解發動抵制的部分團體與領袖，都是被謊言所誤導。
在2020年8月东地中海争议上不满法国力挺希腊和塞浦路斯的土耳其总统埃尔多安在电视讲话中批评马克龙：「对于以这样的方式对待来自不同信仰团体的数百万成员的国家元首需要进行精神检查。」称欧洲正「开展对穆斯林权益的新一轮攻击」，但这将导致欧洲「从内部瓦解」，并呼吁抵制法国商品。爱丽舍宫随后发出公告表示「埃尔多安的评论是不可接受的。过分和粗鲁不是办法。我们不会继续无意义的争议，也不接受辱骂。我们要求埃尔多安改变其政策方针，因为这在各个方面都是危险的」。10月24日，法国宣布召回法国驻土耳其大使。土耳其也在10月28日宣布已召喚法國駐當地代辦抗議。同時《查理周刊》在其封面刊登諷刺埃爾多安的漫畫，此舉又招致土耳其副總統批評。在尼斯砍人案件发生后，土耳其罕见放下近日與法國的齟齬，表示「強烈譴責尼斯的野蠻攻擊」，並傳達對法國的支持。土耳其外交部新聞稿寫道：「我們強烈譴責今天在尼斯聖母教堂內發生的攻擊事件，同時表達我們對受害者親屬的哀悼...面對恐怖主義與暴力，我們和法國人民站在一起。」

## 相关事件
- 2020年尼斯持刀襲擊案